# Peter Podhradský
Peter Podhradský (* 10. prosinec 1979, Bratislava) je slovenský hokejový obránce hrající ruskou KHL za tým HC Donbass Doněck. Patří mezi ofenzivní typy s kvalitní rozehrávkou.

## Klubový hokej
S hokejem začínal v Slovanu Bratislava, kde odehrál své první dvě seniorské sezóny. V roce 2000 byl draftován Anaheimem Mighty Ducks, v 5. kole ze 134. místa. Na farmě tohoto klubu v AHL (Cincinnati Mighty Ducks) odehrál tři sezony, místo v prvním mužstvu si však nevybojoval.
Ročník 2003/04 odehrál v české extralize v mužstvech HC Moeller Pardubice a Bílí Tygři Liberec. Další sezónu hrál za Třinec, v jejímž průběhu přestoupil do MsHK Žilina. V ročníku 2005/06 působil v klubu HC Košice a před následujícím ročníkem podepsal smlouvu s mužstvem Frankfurt Lions hrající německou DEL, kde hrál i další slovenský hokejista Peter Smrek. Byl nejlepším střelcem svého klubu z obránců, když v základní části vstřelil 17 gólů, zároveň dosáhl 19 asistencí.
V sezóně 2007/08 hrával v ruském superligovém mužstvu Metallurg Novokuzněck, byl druhým nejproduktivnějším obráncem klubu. Před následujícím ročníkem vznikla KHL, od té doby působí v této soutěži. V květnu 2008 uzavřel smlouvu s mužstvem Torpedo Nižnij Novgorod.
V následujícím ročníku byl hráčem kazašského klubu Barys Astana, další dva roky hrál v HK Dynamo Minsk. V květnu 2012 podepsal kontrakt s ukrajinským nováčkem této soutěže HC Donbassem Doněck, jeho trenérem byl Július Šupler. 21. ledna byl prohlášen za jednoho ze tří nejlepších hráčů KHL v uplynulém týdnu. Za tento klub hraje i v sezóně 2013/14. 7. prosince 2013 byl opět vyhlášen za nejlepšího obránce soutěže v předešlém týdnu, když zaznamenal šest plusových bodů.

### Ocenění
- 2006 ČHL/SHL – Utkání hvězd české a slovenské extraligy
- 2011 KHL – Utkání hvězd

## Klubové statistiky
| Sezona      | Klub                    | Soutěž      | Základní část | Základní část | Základní část | Základní část | Základní část | Základní část | Play off | Play off | Play off | Play off | Play off | Play off |
| Sezona      | Klub                    | Soutěž      | Z             | G             | A             | B             | TM            | + / -         | Z        | G        | A        | B        | TM       | + / -    |
| ----------- | ----------------------- | ----------- | ------------- | ------------- | ------------- | ------------- | ------------- | ------------- | -------- | -------- | -------- | -------- | -------- | -------- |
| 1996/97     | Spišská Nová Ves        | SE          | 35            | 2             | 1             | 3             | 26            | -18           |          |          |          |          |          |          |
| 1998/99     | HC Slovan Bratislava    | SE          | 27            | 1             | 4             | 5             | 37            | +5            | —        | —        | —        | —        | —        | —        |
| 1998/99     | HK Trnava               | 1. SHL      | 19            | 0             | 6             | 6             | 8             | +3            | —        | —        | —        | —        | —        | —        |
| 1999/00     | HC Slovan Bratislava    | SE          | 40            | 4             | 11            | 15            | 63            | +7            | 8        | 1        | 0        | 1        | 2        | +9       |
| 1999/00     | HC Slovan Bratislava B  | 1. SHL      | 1             | 0             | 0             | 0             | 0             | 0             | —        | —        | —        | —        | —        | —        |
| 2000/01     | Cincinnati Mighty Ducks | AHL         | 59            | 4             | 5             | 9             | 27            | +10           | 2        | 0        | 0        | 0        | 0        | 0        |
| 2001/02     | Cincinnati Mighty Ducks | AHL         | 49            | 0             | 8             | 8             | 19            | +2            | —        | —        | —        | —        | —        | —        |
| 2002/03     | Cincinnati Mighty Ducks | AHL         | 78            | 9             | 8             | 17            | 85            | -8            | —        | —        | —        | —        | —        | —        |
| 2003/04     | HC Moeller Pardubice    | ELH         | 44            | 2             | 2             | 4             | 34            | +8            | —        | —        | —        | —        | —        | —        |
| 2003/04     | HC Liberec              | ELH         | 7             | 0             | 4             | 4             | 4             | +4            | —        | —        | —        | —        | —        | —        |
| 2004/05     | HC Oceláři Třinec       | ELH         | 39            | 0             | 5             | 5             | 83            | -9            | —        | —        | —        | —        | —        | —        |
| 2004/05     | MsHK Žilina             | SE          | 10            | 1             | 3             | 4             | 6             | +1            | 5        | 0        | 1        | 1        | 2        | -6       |
| 2005/06     | HC Košice               | SE          | 47            | 15            | 24            | 39            | 56            | +38           | 8        | 1        | 1        | 2        | 2        | 0        |
| 2006/07     | Frankfurt Lions         | DEL         | 45            | 17            | 19            | 36            | 58            | -1            | 8        | 4        | 5        | 9        | 10       | +3       |
| 2007/08     | Metallurg Novokuzněck   | RHL         | 55            | 6             | 10            | 16            | 38            | -10           | —        | —        | —        | —        | —        | —        |
| 2008/09     | Torpedo Nižnij Novgorod | KHL         | 56            | 6             | 32            | 38            | 46            | +7            | 3        | 0        | 1        | 1        | 2        | 0        |
| 2009/10     | Barys Astana            | KHL         | 56            | 8             | 19            | 27            | 52            | -11           | 3        | 1        | 0        | 1        | 2        | -2       |
| 2010/11     | HK Dynamo Minsk         | KHL         | 48            | 8             | 22            | 30            | 42            | -7            | 7        | 2        | 6        | 8        | 6        | -2       |
| 2011/12     | Metallurg Magnitogorsk  | KHL         | 2             | 0             | 0             | 0             | 2             | 0             | —        | —        | —        | —        | —        | —        |
| 2011/12     | HK Dynamo Minsk         | KHL         | 42            | 9             | 17            | 26            | 34            | -4            | 4        | 1        | 1        | 2        | 12       | -1       |
| 2012/13     | Donbas Doněck           | KHL         | 52            | 10            | 11            | 21            | 48            | +1            | —        | —        | —        | —        | —        | —        |
| 2012/13     | Donbas Doněck           | KP          | 3             | 1             | 1             | 2             | 0             | +4            | —        | —        | —        | —        | —        | —        |
| 2013/14     | Donbas Doněck           | KHL         |               |               |               |               |               |               |          |          |          |          |          |          |
| KHL celkově | KHL celkově             | KHL celkově | 256           | 41            | 101           | 142           | 224           | -14           | 17       | 4        | 8        | 12       | 22       | -5       |
| AHL celkově | AHL celkově             | AHL celkově | 186           | 13            | 21            | 34            | 131           | +4            | 2        | 0        | 0        | 0        | 0        | 0        |
| ELH celkově | ELH celkově             | ELH celkově | 90            | 2             | 11            | 13            | 119           | -5            | —        | —        | —        | —        | —        | —        |
| SE celkově  | SE celkově              | SE celkově  | 124           | 21            | 42            | 63            | 162           | +39           | 21       | 2        | 2        | 4        | 6        | -6       |

## Reprezentace
Reprezentoval na MSJ 1999, kde Slovensko vybojovalo bronz. O rok později byl členem slovenského mužstva na seniorském MS 2000 v Petrohradě, kde se Slovensko překvapivě probojovalo až do finále a dosáhlo na stříbrnou medaili. V slovenské reprezentaci spolu odehrál 98 zápasů, vstřelil 9 branek. Nosil reprezentační dres s číslem 37.

### MS 2007
Trenér Július Šupler ho nominoval na světový šampionát v Rusku. Ve druhém zápase základní skupiny proti Německu vstřelil v přesilovkách první dva góly střetnutí. Na šampionátu zaznamenal ještě pět asistencí a stal se nejproduktivnějším obráncem Slovenska. Mužstvo vypadlo se Švédskem ve čtvrtfinále a obsadilo 6. místo.

### MS 2008
Zúčastnil se i MS 2008 v Kanadě. Skóroval v úvodním zápase proti Norsku (5:1). Slovenské mužstvo však prohrálo další dvě střetnutí základní skupiny (s Německem a Finskem), následně sestoupilo do boje o udržení v elitní kategorii. Podhradský ve dvou vítězných zápasech proti Slovinsku nebyl na soupisce, nahradil ho René Povedený.

### MS 2011
Glen Hanlon ho nominoval na domácí šampionát. Slovensko nepostoupilo do vyřazovacích bojů a obsadilo 10. místo. Podhradský na akci zaznamenal jednu asistenci.

### Vyloučení z reprezentace
Trenér Vladimír Vůjtek ho vyloučil z reprezentace po tom, co se v sezóně 2011/12 neúčastnil tří přípravných turnajích. V prvních dvou případech měl zdravotní důvod a v posledním případě bylo důvodem týdenní soustředění FK Dinamo Minsk v Dubaji, kterého se chtěl zúčastnit, protože mu končila v klubu smlouva a snažil se o její prodloužení. Osobně se proto reprezentačnímu trenérovi omluvil, když se setkali na zápase Lva Popradu. Ten se později dozvěděl, že jiní hráči Minsku v téže době reprezentovali Bělorusko. Podhradský vyjádřil zklamání z tohoto rozhodnutí a zdůraznil svou ambici reprezentovat.
- Statistiky reprezentace na Mistrovstvích světa a Olympijských hrách:[6]

| Turnaj             | Místo konání                   | Z  | G | A | B | Umístění         | Soupisky         |
| ------------------ | ------------------------------ | -- | - | - | - | ---------------- | ---------------- |
| MS 2000            | Rusko(Petrohrad)               | 9  | 0 | 1 | 1 | Stříbrná medaile | Soupiska MS 2000 |
| MS 2007            | Rusko (Moskva , Petrohrad)     | 7  | 2 | 5 | 7 | 6. místo         | Soupiska MS 2007 |
| MS 2008            | Kanada (Québec, Halifax)       | 3  | 1 | 0 | 1 | 13. místo        | Soupiska MS 2008 |
| MS 2011            | Slovensko (Bratislava, Košice) | 6  | 0 | 1 | 1 | 10. místo        | Soupiska MS 2011 |
| Celkem na MS (4x)  |                                | 25 | 3 | 6 | 9 |                  |                  |
| Celkem na ZOH (0x) |                                | 0  | 0 | 0 | 0 |                  |                  |

### Juniorská reprezentace
| Rok  | Tým       | Událost | Z | G | A | B | TM | +/- | Střely | Umístění |
| ---- | --------- | ------- | - | - | - | - | -- | --- | ------ | -------- |
| 1999 | Slovensko | MSJ     | 6 | 0 | 2 | 2 | 4  |     |        | . místo  |